# Södra Liden

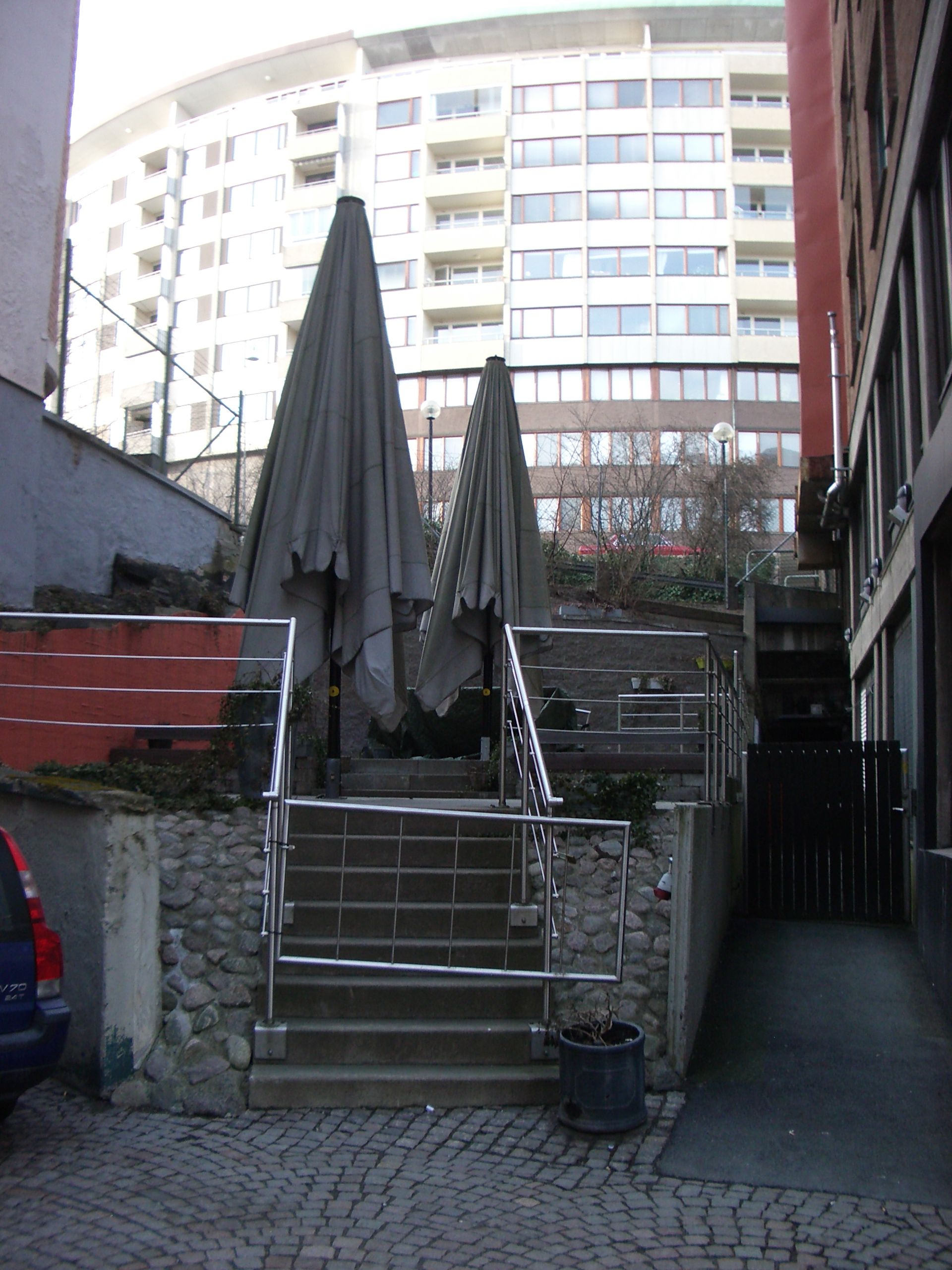
Södra Liden upphörde under 1970-talet. Återstoden av den södra delen kan man se mellan Kungsgatan 10 och 12, upp emot Otterhällegatan.

Södra Liden var en gata på berget Otterhällan i stadsdelen Inom Vallgraven i centrala Göteborg, som är igenlagd sedan 1972. Gatan sträckte sig från Kungsgatan i söder till Norra Liden i norr, från 1930-talet och tills den upphörde. Dess äldre tvärgator var Öfra Kyrkogatan och Otterhällegatan i öster samt Telegrafgatan i väster. Södra Lidens norra del fick ett nytt namn 1932, då Skräddaregatan – från 1861 – fick ett nytt läge.

## Historia
På "Plan Charta öfver Götheborgs Stad" från 1812 återfinns namnet "Södra Liden" första gången. Det kommer av gatans sträckning åt söder från toppen av Stora Otterhällan. Andra beteckningar har varit: SöderLiden (1804) och Sörliden (1815) samt Sörlidsgatan (1852). År 1875 hette gatan Sörliden och sträckningen beskrivs som "från Hästbacken [Kungsgatan] upp åt Otterhälleberget", och 1899 var sträckningen "från Kungsgatan vid f.d Artillerilasarettet uppför Stora Otterhälleberget till Stora Badhusgatan" – alltså över hela berget. År 1900 uppges gatan vara 214 meter lång, med en medelbredd av 7,4 meter och med en yta av 1 584 kvadratmeter.
Femvåningshuset Södra Liden 25, som låg mittemot Drottning Kristinas jaktslott, revs under våren 1960. Likaså var femvåningshuset nr 14 inlöst, medan Södra Liden 19 (uppfört på 1880-talet) blev besvärligare för staden. Ägaren guldsmeden Sven Sebling krävde 150 000 kronor för den 235 kvadratmeter stora tomten, där staden erbjöd 80 000 kronor. Förhandlingarna hade påbörjats 1958.
Byggnadsfirman Ander Diös övertog 1969 fastigheten Kungsgatan 12/Södra Liden 30 med nuvarande fastighetsbeteckning kvarteret Käppslängaren 61:11. År 1971 lät man riva denna liksom grannfastigheterna 14 och 16. Därefter uppfördes det nuvarande affärs- och kontorshuset efter ritningar av Semrén Arkitektkontor, vilket stod klart 1973. Efter diskussion om rivning flyttades Drottning Kristinas jaktslott 1972 från Södra Liden 26 till sitt nuvarande läge vid Otterhällegatan 16.
Efter 1972 upphörde "Södra Liden" genom ändring i stadsplanen. Resterna av den sydligaste delen av "Södra Liden" från Kungsgatan kan upptäckas i form av en öppning mellan husen vid Kungsgatan 10 och Kungsgatan 12 – upp mot Otterhällegatan. Nere i berget korsas Kungsgatan just här av Götatunneln.
Bengtsfors är numera den enda ort i Sverige som har kvar namnet "Södra Liden".